# Jüdischer Friedhof (Wulfen, Anhalt)
Der Jüdische Friedhof Wulfen liegt in Wulfen, einem Ortsteil der gleichnamigen Ortschaft der Einheitsgemeinde Osternienburger Land im Landkreis Anhalt-Bitterfeld in Sachsen-Anhalt. Die wenigen erhaltenen Sandstein-Grabmale auf dem von einer Mauer umgebenen Grundstück sind stark beschädigt.

## Geschichte
Der am Hohen Berg gelegene jüdische Friedhof wurde vermutlich im 18. Jahrhundert angelegt. In der NS-Zeit soll der Friedhof 1938 noch von einem örtlichen Großbauern in seiner Eigenschaft als SA-Mitglied geschützt worden sein, er wurde allerdings 1940 fast vollständig zerstört. Nach 1945 wurde der Friedhof aufgeräumt und schließlich als Garten und teilweise landwirtschaftlich genutzt. Im Jahr 1982 wurde der Friedhof geschändet.